# Bahnhof Lindow (Mark)
Der Bahnhof Lindow (Mark) liegt in der gleichnamigen Stadt  im Norden Brandenburgs. Er liegt an der Bahnstrecke Löwenberg–Flecken Zechlin, die heute bereits am Bahnhof Rheinsberg (Mark) endet. Die Bahnhofsanlage, bestehend aus dem Empfangsgebäude, Stellwerkshäuschen, Güterschuppen, Stallgebäude und Pflasterung, steht unter Denkmalschutz. Betrieblich ist die Station heute nur noch ein Haltepunkt.

## Lage
Der Bahnhof liegt an der Bahnstrecke Löwenberg-Rheinsberg etwa 1,5 Kilometer südlich des Stadtzentrums von Lindow (Mark) im Landkreis Ostprignitz-Ruppin. Von 1930 bis 1946 zweigte in Lindow die Strecke der Stechlinseebahn nach Schulzendorf ab.

## Geschichte

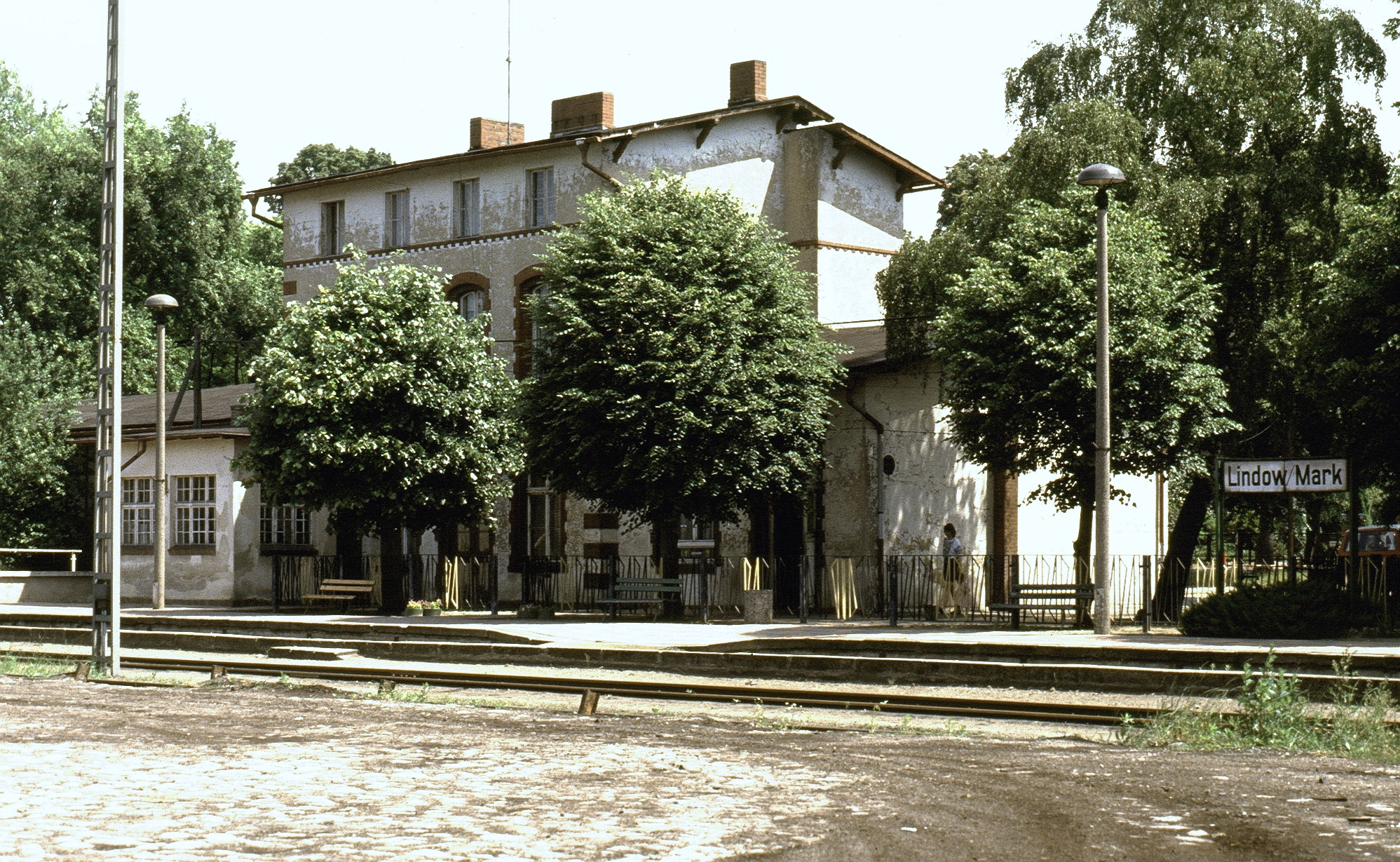
Gleisseite, 1991

Im Sommer 1895 gründete sich in Lindow die Löwenberg-Lindower Kleinbahn-AG, eine Aktiengesellschaft mit einem Kapital von 800.000 Reichsmark, für den Bau einer normalspurigen Kleinbahn von Löwenberg an der Berliner Nordbahn nach Lindow. Bereits ein Jahr später konnte der Betrieb auf der Strecke aufgenommen werden. Der Bahnhof Lindow entstand deutlich südlich der Stadt, da Bereich der Innenstadt der nahe Gudelacksee wenig Platz für den Bau eines Bahnhofs ließ. Es wurde ein zweistöckiges repräsentatives Empfangsgebäude gebaut, das mit einem Stationsvorsteher besetzt war. Die Verbindung warf rasch Gewinn ab, und die Gesellschaft entschloss sich bereits 1897, die Strecke bis Rheinsberg zu verlängern. Am 18. Mai 1898 ging die Verlängerung von Lindow nach Norden in Betrieb, die Lindower Niederung nördlich des Bahnhofs musste auf einem langen Damm überquert werden. Die Gesellschaft benannte sich in Löwenberg-Lindow-Rheinsberger Eisenbahngesellschaft um und wurde 1921 von der Ruppiner Eisenbahn gekauft.
Nachdem es vor dem Ersten Weltkrieg Pläne zur Erschließung des Gebietes um den Stechlinsee gegeben hatte, wurde am 8. August 1930 die Stechlinseebahn von Gransee nach Neuglobsow eröffnet, die in Schulzendorf eine Anschlussstrecke nach Lindow erhielt. Da aus topographischen Gründen im Bereich des Bahnhofs Lindow keine Anschlussmöglichkeit bestand, wurde ein Abzweig auf freier Strecke im Norden der Stadt Lindow gebaut, dessen Stellwerk vom Bahnhof Lindow aus gesteuert wurde. Im Bereich des Abzweigs verlief die neue Strecke in einem Einschnitt und unterquerte zunächst die Rheinsberger Strecke. Mit dem gewonnenen Erdreich wurde das Ufer das Gudelacksees angeschüttet. Dort sollte ein stadtnäherer Haltepunkt entstehen, der jedoch nie gebaut wurde.
Nach dem Zweiten Weltkrieg wurde die Strecke von Lindow nach Schulzendorf wie auch die 1928 eröffnete Verlängerung der Strecke von Rheinsberg nach Flecken Zechlin als Reparationsleistung an die Sowjetunion demontiert. Es verblieb nur noch der Abschnitt von Herzberg über Lindow nach Rheinsberg. 1949 wurde der Bahnhof zusammen mit den Strecken der Ruppiner Eisenbahn verstaatlicht und kam zur Deutschen Reichsbahn.
Nach der politischen Wende in der DDR nahm die Bedeutung der Strecke weiter ab. Der Güterverkehr auf der Strecke wurde mit Ausnahme von Zügen zur Demontage des Kernkraftwerk Rheinsberg eingestellt, der Bahnhof Lindow (Mark) zum Haltepunkt umgebaut und bis auf das Durchgangsgleis alle weiteren Bahnhofsgleise abgebaut. Ende 2006 wurde der Personenverkehr ausgedünnt, es verblieben nur noch einzelne Züge in der Sommersaison von April bis Oktober. Seit dem Fahrplanwechsel im Dezember 2018 verkehren wieder ganzjährig Regionalbahnen, die Zahl der Zugpaare wurde jedoch von sechs auf fünf reduziert, inzwischen aber wieder auf sechs aufgestockt.

## Anlagen

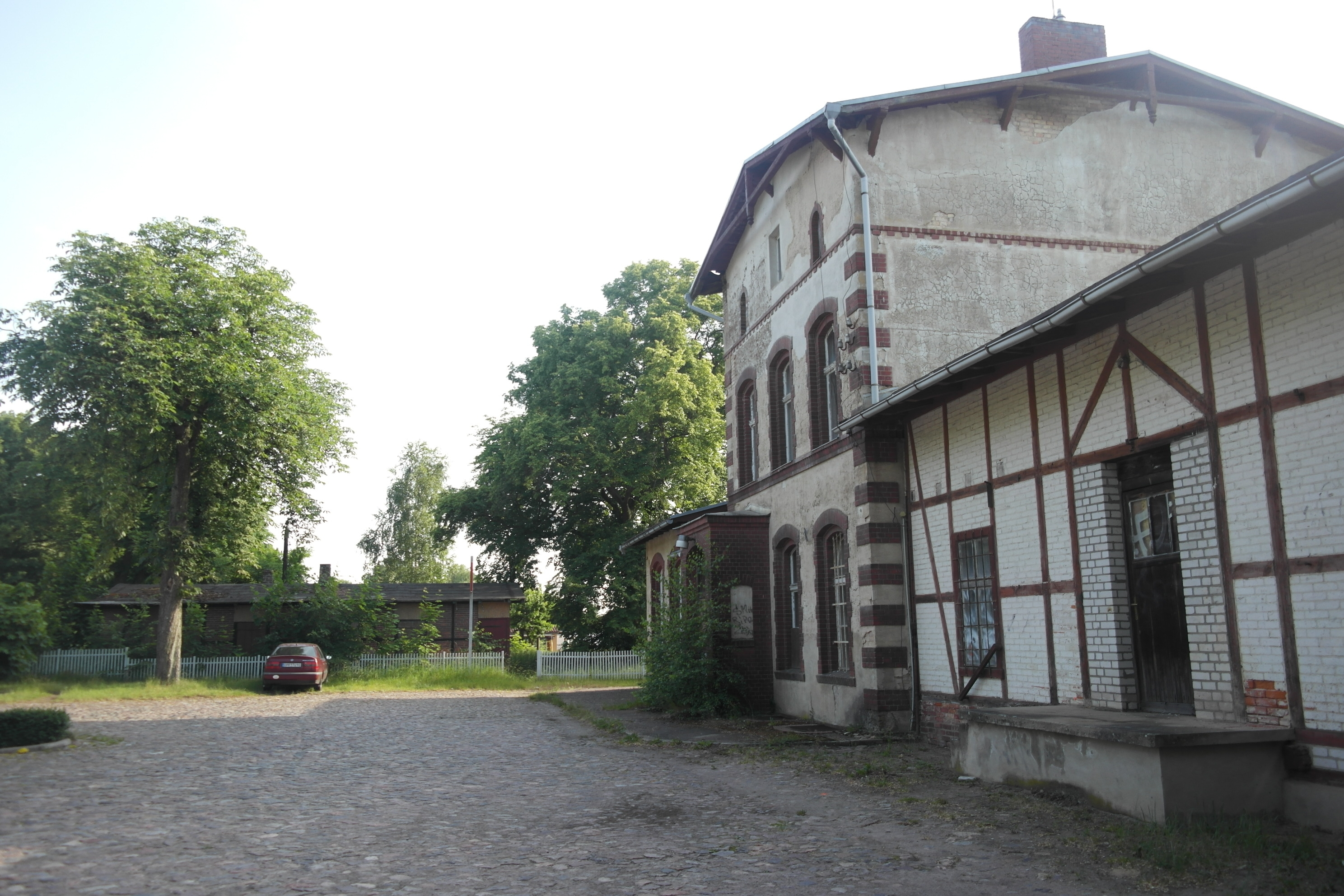
Pflasterung des Vorplatzes und Stallgebäude im Hintergrund stehen wie das Empfangsgebäude unter Denkmalschutz.

Das Empfangsgebäude ist ein zweieinhalbgeschossiger dreiachsiger verputzter Ziegelbau. Es wurde durch den Eisenbahnbauunternehmer Duhm aus Berlin und den Zimmermeister Paul Riedel erbaut. Im südlichen Teil schließt sich ein eingeschossiger Anbau an, der eine Gaststätte beherbergte. Im Mittelteil zwischen Gaststätte und Diensträumen war die Schalterhalle, darüber die Wohnung des Bahnhofsvorstehers. Das Gebäude steht leer.
Den nördlichen Anbau des Bahnhofsgebäudes bildet ein eingeschossiger Güterschuppen in Fachwerkausführung. Ein eingeschossiges Stellwerkshäuschen ist auf der Bahnsteigseite an das Bahnhofsgebäude angebaut.
Ebenfalls denkmalgeschützt sind ein Stallgebäude auf der Südseite des Bahnhofsvorplatzes und die Pflasterung des Vorplatzes. Von den Gleisanlagen ist nur noch ein Gleis am Hausbahnsteig des Empfangsgebäudes verblieben, alle weiteren Gleise wurden abgebaut.

## Verkehrsanbindung

### Zugverkehr

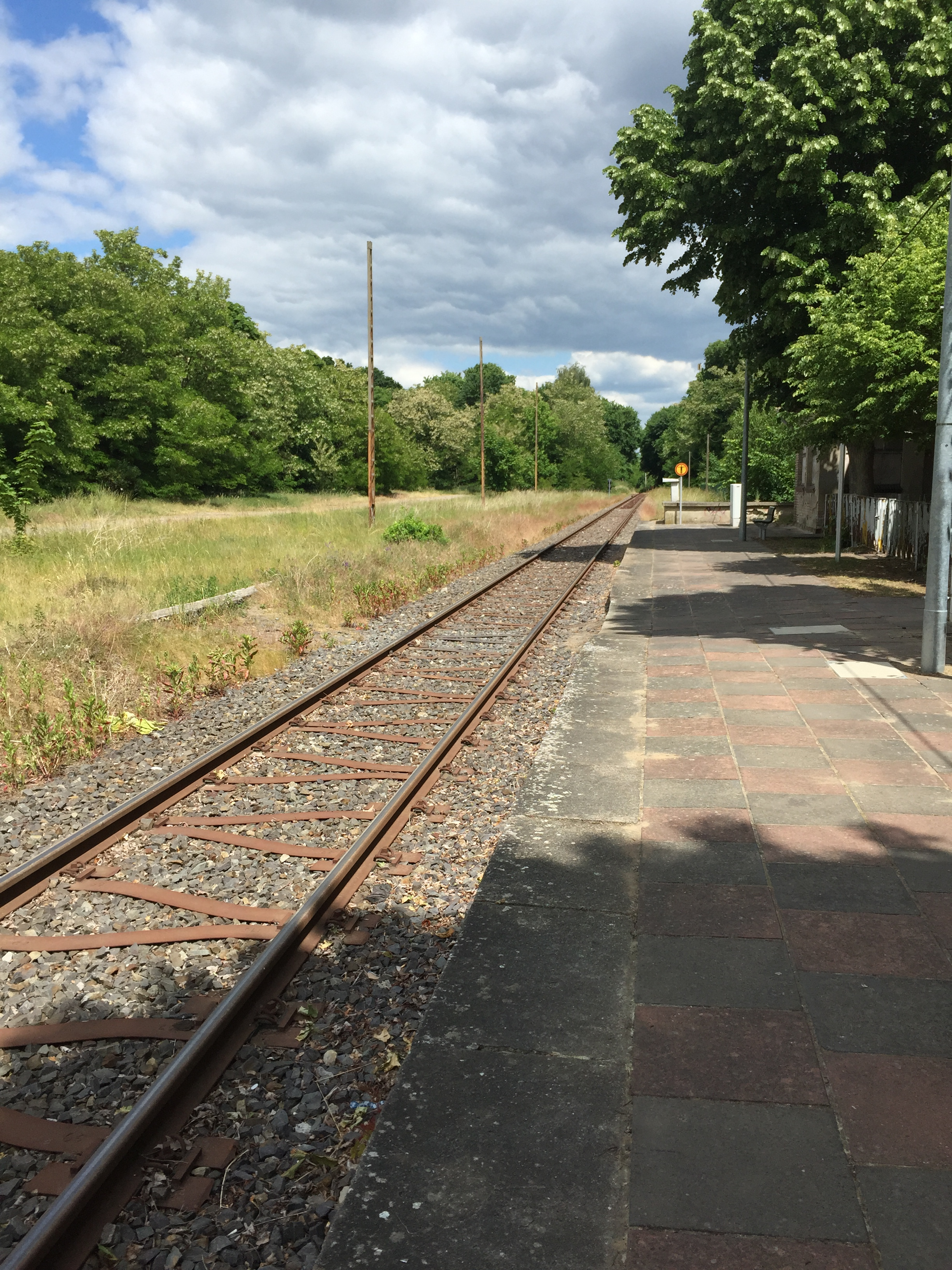
Einziges nicht abgebautes Gleis, in Richtung Rheinsberg, 2015

Derzeit findet am Bahnhof Lindow Personenverkehr wieder ganzjährig statt. Auf der Regionalbahnlinie 54 verkehren täglich mehrere Züge von Löwenberg (Mark), oder im Früh- und Spätverkehr zwei Zugpaare direkt von Berlin Gesundbrunnen bzw. Berlin-Lichtenberg, über Lindow nach Rheinsberg.
| Linie                    | Verlauf                                                                | Taktzeit      | Betreiber |
| ------------------------ | ---------------------------------------------------------------------- | ------------- | --------- |
| RB 54                    | Löwenberg (Mark) – Herzberg (Mark) – Lindow (Mark) – Rheinsberg (Mark) | fünf Zugpaare | NEB       |
| Stand: 12. Dezember 2021 |                                                                        |               |           |

Ehemalige Linien
Vor 2002:
| Linie | Verlauf                                                                              | Taktzeit | Betreiber |
| ----- | ------------------------------------------------------------------------------------ | -------- | --------- |
| RB 54 | Oranienburg – Löwenberg (Mark) – Herzberg (Mark) – Lindow (Mark) – Rheinsberg (Mark) | 120 min  | DB Regio  |

Einzelne Züge bereits von und nach Berlin-Lichtenberg.
2002–2006:
| Linie | Verlauf | Taktzeit | Betreiber |
| ----- | --- | -------- | --------- |
| RE 6  | Berlin-Spandau – Hennigsdorf – Neuruppin Rheinsberger Tor – Herzberg (Mark) – Lindow (Mark) – Rheinsberg (Mark) | 120 min  | DB Regio  |

### Busverkehr
Am Bahnhof Lindow (Mark) befindet sich eine Bushaltestelle, die von den Linien 764 (Neuruppin – Lindow – Rheinsberg), 784 (Lindow – Gransee), 791 (Neuruppin – Herzberg – Lindow) und 792 (Lindow – Hindenberg) der Ostprignitz-Ruppiner Personennahverkehrsgesellschaft bedient wird.